# Vinařská naučná stezka Sádek

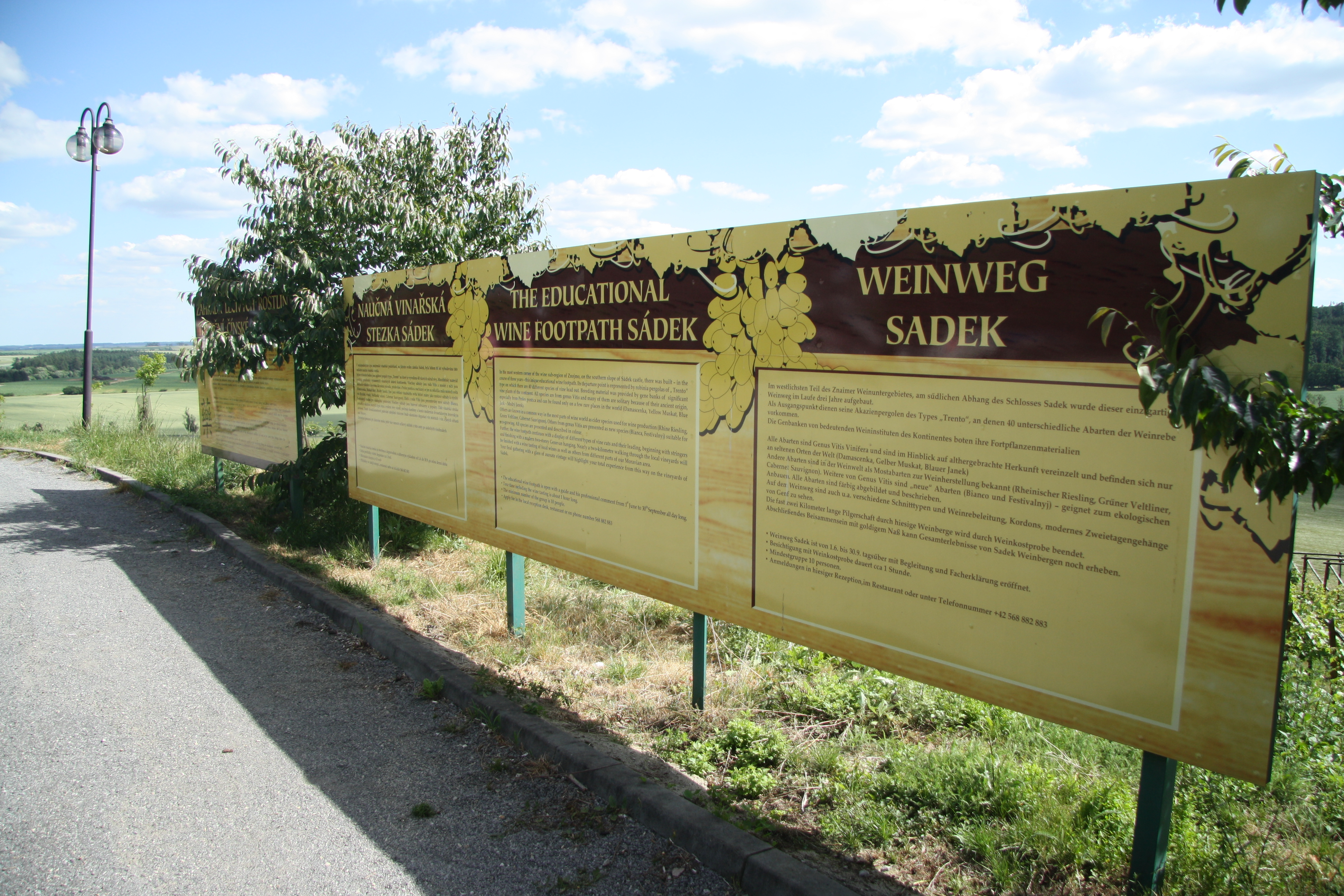
Infopanel Vinařské naučné stezky Sádek

Vinařská naučná stezka Sádek je vinařská naučná stezka, která vede vinohradem Sádek pod sádeckým zámek u Kojetic. Její celková délka je cca 2 km a na trase se nenachází žádná klasická zastavení. Prohlídka je navíc možná pouze s průvodcem a zakončena degustací místních vín.

## Vedení trasy
Trasa začíná u pergoly typu Trento se 40 odrůdy révy. Jednotlivé druhy jsou zde popsány. Turisté tu tak jsou seznámeny i s již neexistujícími původními odrůdami vín – např. Ortlíbské, Kamenorůžák, Červeno špičák, Damascenka, Modrý Janek, Veltlínské červenobílé, Kadarka, Muškát žlutý (dnes pouze na Kavkaze) či Malingre. Získat se je podařilo z genobanek v Břeclavi a Kecskemétu v Maďarsku. V dalších částech NS se lidé seznámí s typy řezů a vedení vinné révy.